# شيدي (بل دشت)
شيدي هي قرية في مقاطعة بل دشت، إيران. يقدر عدد سكانها بـ 881 نسمة بحسب إحصاء 2016.